# Lamprogaster lepida
Lamprogaster lepida är en tvåvingeart som beskrevs av Walker 1858. Lamprogaster lepida ingår i släktet Lamprogaster och familjen bredmunsflugor. Inga underarter finns listade i Catalogue of Life.